# رابنوا، زاکسن
شهر رابنوا، زاکسن (به آلمانی: Rabenau, Saxony) در ایالت زاکسن در کشور آلمان واقع شده‌است.